# Норвешка на Европском првенству у атлетици у дворани 1970.
Норвешка је учествовала на 1. Европском првенству у атлетици у дворани 1970. одржаном у Бечу, Аустрија, 14. и 15. марта. У првом учешћу на европским првенствима у дворани репрезентацију Норвешке представљало је 7 спортиста  (4 м и 3 ж) који су се такмичили у исто толико дисциплина.
На овом првенству Норвешка није освојила ниједну медаљу.
У табели успешности (према броју и пласману такмичара који су учествовали у финалним такмичењима (првих 8 такмичара)) Норвешка је са једним учесником у финалу заузела 23. место са 1 бодом, од 23 земље које су имале представнике у финалу. На првенству су учествовале 24 земаље чланица ЕАА. Једино Турска није имала представника у финалу.
| Плас. | Земља    | 1. место | 2. место | 3. место | 4. место | 5. место | 6. место | 7. место | 8. место | Бр. финал. - Бод. |
| ----- | -------- | -------- | -------- | -------- | -------- | -------- | -------- | -------- | -------- | ----------------- |
| 23.   | Норвешка | 0        | 0        | 0        | 0        | 0        | 0        | 0        | 1—1      | 1—1               |

## Учесници
| Бр. | Дисциплина   | Мушкарци            | Жене             | Укупно |
| --- | ------------ | ------------------- | ---------------- | ------ |
| 1.  | 800 м        |                     | Венхе Серум      | 1      |
| 2.  | 1.500 м      | Кнут Брустад        |                  | 1      |
| 3.  | 3.000 м      | Терје Шредер Нилсен |                  | 1      |
| 4.  | 60 м препоне | Рагнар Моланд       |                  | 1      |
| 5.  | Скок увис    |                     | Кари Калсен      | 1      |
| 6.  | Скок удаљ    | Терје Хавланд       | Берит Бертхелсен | 2      |
|     | Укупно (6)   | 4                   | 3                | 7      |

## Резултати

### Мушкарци
| Атлетичар           | Дисциплина   | Лични рекорд | Квалификације | Квалификације  | Полуфинале | Полуфинале | Финале               | Финале  | Детаљи |
| Атлетичар           | Дисциплина   | Лични рекорд | Резултат      | Место          | Резултат   | Место      | Резултат             | Место   | Детаљи |
| ------------------- | ------------ | ------------ | ------------- | -------------- | ---------- | ---------- | -------------------- | ------- | ------ |
| Кнут Брустад        | 1.500 м      |              | 3:49,3        | 4 у гр. 1 (КВ) |            |            | 4:00,7               | 8/14.   |        |
| Терје Шредер Нилсен | 3.000 м      |              | 8:18,0        | 6 у гр. 2      |            |            | Није се квалификовао | 12/13.  |        |
| Рагнар Моланд       | 60 м препоне |              | 8,2           | 3 у гр. 3 (КВ) | 8,1        | 5 у пф. 2  | Није се квалификовао | 10. /16 |        |
| Терје Хавланд       | скок увис    |              |               |                |            |            | 7,39                 | 13/19.  |        |

### Жене
| Атлетичарка   | Дисциплина | Лични рекорд | Квалификације | Квалификације | Полуфинале | Полуфинале | Финале                | Финале  | Детаљи |
| Атлетичарка   | Дисциплина | Лични рекорд | Резултат      | Место         | Резултат   | Место      | Резултат              | Место   | Детаљи |
| ------------- | ---------- | ------------ | ------------- | ------------- | ---------- | ---------- | --------------------- | ------- | ------ |
| Венхе Серум   | 400 м      |              | 2:18,9        | 6. у гр. 2    |            |            | Није се квалификовала | 11./11  |        |
| Кари Калсен   | Скок увис  |              |               |               |            |            | 1,73                  | 10./ 13 |        |
| Жислен Барлен | Скок удаљ  |              |               |               |            |            | 6,30                  | 9./ 17  |        |